# Галеєв Галі Галейович
Галі Галейович Галеєв (26 січня 1894, село Арбаш Малмизького повіту В'ятської губернії, тепер Малмизького району Кіровської області, Російська Федерація — розстріляний 9 травня 1938, місто Казань, тепер Російська Федерація) — радянський діяч, народний комісар робітничо-селянської інспекції Татарської АРСР. Член ЦВК СРСР 5-го скликання в 1929—1931 роках, член ЦВК Татарської АРСР у 1928—1931 роках. Член Центральної контрольної комісії ВКП(б) у 1927—1930 роках.

## Життєпис
У 1906—1907 роках — учень Малмизької російсько-татарської школи. З 1909 до 1910 року працював хлопчиком пункту скупівлі бавовни кишлака Ультарма Кокандського повіту. У 1910—1915 роках — чорнороб-пресувальник бавовноочисних заводів Темірбекова та інших у місті Андижані, робітник на будівництві залізниці, робітник Дорогомаровських шахт.
З 1915 року — рядовий 146-го піхотного запасного полку в місті Балашові. Закінчив навчальну команду, служив молодшим унтерофіцером 514-го Мурманського піхотного полку 128-ї дивізії російської армії. Учасник Першої світової війни. У 1917 році — голова ротного і член 514-го полкового комітету російської армії, командир відділення, обраний командир 6-ї роти 514-го Мурманського піхотного полку.
У 1918—1919 роках — інструктор Малмизького повітового відділу народної освіти, член повітового виконавчого комітету і Малмизької повітової слідчої комісії; закінчив двомісячні педагогічні курси та працював вчителем Малмизької татарської трудової школи.
Член РКП(б) з 1919 року.
З квітня 1919 року — рядовий Малмизького комуністичного батальйону, командир взводу і роти 188-го Святогірського стрілецького полку 21-ї стрілецької дивізії Червоної армії. Учасник громадянської війни в Росії. Воював на Східному, Південному та Петроградському фронтах, був поранений.
З 1919 до 1920 року — молодший командир запасного полку РСЧА; завідувач татаро-башкирської секції політичного відділу Пермського губернського військового комісаріату.
У 1920—1921 роках — заступник начальника організаційної частини східного відділу Політичного управління РСЧА.
З 1921 року навчався на шестимісячних економічних курсах та на дворічному лекторському відділенні в Комуністичному університеті трудящих Сходу в Москві.
З 16 травня 1922 року — відповідальний інструктор відділу національних меншин та завідувач татаро-башкирського підвідділу Народного комісаріату національностей РРФСР.
У 1923 році — пропагандист агітаційно-пропагандистського відділу ЦК Комуністичної партії Бухарської НСР.
У 1923—1926 роках — студент економічного факультету Московського інституту народного господарства імені Плеханова.
Одночасно в 1924—1927 роках — практикант, економіст-референт Народного комісаріату внутрішньої торгівлі СРСР.
У 1927 році — завідувач відділу регулювання торгівлі Народного комісаріату внутрішньої торгівлі Татарської АРСР.
У листопаді 1927 — грудні 1928 року — відповідальний секретар Верхньо-Міського міськрайонного комітету ВКП(б) міста Казані.
У 1927—1930 роках — голова Татарської обласної контрольної комісії ВКП(б) — народний комісар робітничо-селянської інспекції Татарської АРСР.
У 1930 році — голова Державної планової комісії при Раді народних комісарів Татарської АРСР.
У 1930—1931 роках — завідувач житлово-комунальної секції Державної планової комісії РРФСР.
У 1931—1933 роках — студент Економічного інституту червоної професури в Москві. Одночасно викладав політекономію на курсах марксизму-ленінізму при ЦК ВКП(б).
У 1933—1934 роках — керуючий Алма-Атинського обласного трактороцентру Казахської АРСР.
У 1934—1935 роках — завідувач радянсько-торгового відділу Алма-Атинського обласного комітету ВКП(б).
У 1935—1936 роках — завідувач радянсько-торгового відділу Карагандинського обласного комітету ВКП(б).
У 1936 — жовтні 1937 року — завідувач радянсько-торгового відділу Північно-Казахстанського обласного комітету КП(б) Казахстану.
19 жовтня 1937 року заарештований органами НКВС, етапований до Казані. Виїзною сесією Військової колегії Верховного суду СРСР 9 травня 1938 року засуджений до вищої міри покарання.Того ж дня розстріляний у Казані.
4 липня 1956 року посмертно реабілітований ухвалою Військової колегії Верховного суду СРСР.